# Puiggraciós
|  | No s'ha de confondre amb Santuari de Puiggraciós. |

El cim del Puiggraciós està situat a la confluència dels termes municipals de l'Ametlla del Vallès, el Figueró i Montmany, en el sector dels Sots Feréstecs, que agafen el nom de la novel·la modernista del mateix nom, i Bigues i Riells del Fai, a la comarca del Vallès Oriental.
És un turó amb una altitud de 808,8 m, situat al sud-est dels cingles de Bertí, als quals s'uneix pel collet de Can Tripeta. Forma part de la Serralada Prelitoral catalana.
Aquest cim està inclòs al Repte dels 100 cims de la Federació d'Entitats Excursionistes de Catalunya.
Al cim, hi resten vestigis del poblat ibèric de Puiggraciós, i, uns 100 m per sota de la cota màxima, hi trobem el santuari de Puiggraciós. Al nord-est hi ha la Torre de Puiggraciós, una torre de senyals del 1845 declarada Bé Cultural d'Interès Nacional, i cap al sud, el veïnat del Serrat de l'Ocata, de l'Ametlla del Vallès.